# Мирослав Милованович
Мирослав Милованович (серб. Мирослав Миловановић; нар. 11 червня 1975, Велика-Обарска) — політик, в минулому працював на посаді Міністра сільського, лісового та водного господарства Республіки Сербської. З 10 квітня 2014 року — глава Кабінету міністрів Прем'єр-міністра Республіки Сербської.

## Біографічні відомості
Народився 11 червня 1975 року у селищі Велика-Обарска громади Бієліна Соціалістичної Республіки Боснії і Герцеговини в Югославії. У Бієліні закінчив початкову школу та математичну гімназію. Вищу освіту здобув на ветеринарному факультеті Белградського університету за спеціальністю "гігієна та технологія харчових продуктів тваринного походженняя, у Белграді. В селищі Велика-Обарска працював на сімейному підприємстві «Nutritio». З 2006 року — президент керівного комітету футбольної команди «Младост Велика-Обарска». У 2010 році обраний на посаду депутата в Національній скупщині Республіки Сербської. 29 грудня 2010 року призначений Міністром сільського, лісового та водного господарства. З 2010 по 2013 роки радник при Прем'єр-міністрові Республіки Сербської, у 2014 році — Голова Кабінету міністрів. У тому ж році обраний до Палати представників Парламентської Скупщини Боснії і Герцеговини.
Мирослав Милованович одружений, має троє дітей. Захоплюється футболом, вболівальник команди «Младост», де керує радою по управлінню клубом.